# Берег Принца Олафа
Берег Принца Олафа (англ. Prince Olav Coast; норв. Kronprins Olav Kyst) — частина узбережжя Землі королеви Мод в Східній Антарктиді, між затоками Лютцов-Хольм на заході і Алашеєва на сході.
Протяжність берега становить близько 250 км. Являє собою край материкового льодовикового покриву з невеликими скельними оголеннями на березі. Висота льодовикового покриву за 50 км від берега сягає 1500 м.
Берег був відкритий в 1930 році норвезькою експедицією  Яльмара Рісер-Ларсена і названий на честь норвезького принца, згодом короля Норвегії Олафа V.